# Ta divna splitska noć (2004.)
Ta divna splitska noć, hrvatski dugometražni film iz 2004. godine.